# 魔法使之夜
《魔法使之夜》（日语：／ Mahōtsukai no Yoru），是日本TYPE-MOON公司制作并发售的视觉小说類型遊戲。简称为“魔夜”（「まほよ」）。

## 简介
原作是奈须蘑菇的未发表、未完成的同名奇幻小说。原作小说并没有按照一般形式发表，当时只有发行3册，厚度与《月姬读本》相近，只有武内崇持有1册，存貨被悄悄放在TYPE-MOON的会议室里。武内崇和OKSG似乎都阅读过它。本作全篇由3部组成，由于當時只有完成第1部，武内崇曾经说过“想要继续读”。作为奈须未发表作品中是著名的作品，本作的游戏化备受期待。TYPE-MOON于2008年4月4日在官方网站上宣布本作的制作计划。根据Character material（TYPE-MOON发售的fans向读本）中的介绍，角色设计由武内崇担当，制作由小山广和担当。本作的发售时间数次延期，最终在2012年3月21日宣布Master Up，并于同年4月12日发售初回版，8月10日发售通常版。
本作是与《月姬》、《Fate/stay night》和《空之境界》相关联的月世界的原型。《月姬》中的魔法使蒼崎青子作为主人公登场，《空之境界》中的蒼崎橙子也作为主要角色登场。故事的主要发生地“三咲町”也在《月姬》中出现。除一部番外篇外，游戏主线中并不存在分支路线和选择肢，而是为了尽可能地体现视觉小说形式中的“故事”的魅力。

## 故事
1980年代后半，正是繁华与活力的时代的末期。在地方都市三咲町，有传言说「在坡道上的房子里，住着两个魔女」。从乡村来到三咲町的少年静希草十郎，与转入学校的学生会长苍崎青子，以及孤高的美少女久远寺有珠相遇了。实际上，这两人正是坡道上的房子里住着的魔女。由于一系列的事件，完全没有共同点的三人在久远寺宅邸中开始了共同生活。

## 登场人物
「聲」為PS4／Nintendo Switch移植版的聲優。

### 主要人物
苍崎青子（聲：戶松遙）
生日：7月7日 身高：163cm 体重：51kg 魔术回路/质：C 魔术回路/量：E　魔术回路/编成：正常。
本作的主人公兼女主角，生活在当代的魔法使，现在只是见习中。三咲高中二年级学生，学生会会长。
喜欢摇滚乐，自己的房间里放有电吉他和放大器，有时会弹吉他。
直到初中毕业之前都过着与魔术世界完全没有关系的普通日常生活。在高中入学后，由于姐姐橙子从苍崎家出奔，被作为魔术师的祖父指定为苍崎家的继承人，开始学生和魔术师的双重生活。本身的魔术實力除了破坏之外，其他方面都不強，但第五魔法卻應用自如，卻不常用。
好强不服输、自信不动摇的性格，也会照顾人。不喜欢為了保护神秘的存在而殺人滅口。由於聚少離多，所以與姊姊橙子的關係不算好。
私底下意外有著性格惡劣的一面，曾將一條狗項圈包裝成禮物送給草十郎，只為了欣賞草十郎的反應。
久远寺有珠（聲：花澤香菜）
生日：9月30日 身高：152cm 体重：42kg 魔术回路/质：A+　魔术回路/量：A++　魔术回路/编成：异质。
本作的第二女主角，隐居在现代的魔女，是青子的同居人以及魔术老师，礼园女子学校高中二年级学生，久遠寺家的大小姐，但不常與父亲家族來往。
生于魔术世界，纯粹的魔女。因为某个事件，离开了出生的英国而移住到了日本。
不太说话，也不和他人交往，即使独身一人也没有任何不自由的生活着。
静希草十郎（聲：小林裕介）
生日：4月12日 身高：172cm 体重：61kg
本作的男主角，从深山移居到三咲町的少年，三咲高中2年级C班学生。
體格極為結實，曾學習護身術。
为城市的富饶而感动，初時極不習慣但逐渐适应城市生活的高中男生。
不健谈但积极的性格，有着和任何人都能友好相处的特点。

### 三咲高中
槻司鸢丸（聲：深町壽成）
生日：9月12日 身高：177cm 体重：63kg
三咲高中理事长槻司一義的第五个儿子(私生子)，学生会副会长，2年级A班学生。
虽然是富裕人家的孩子，却有着有些粗野的语气和态度。照顾着刚转来的草十郎。和同是学生会会员的青子是一对冤家。
在校外有抽菸的壞習慣
在《Fate/Grand Order》的活動「隈乃溫泉殺人事件」中以成年人姿態出場，此時的他是一名偵探，並且已婚。
久万梨金鹿（聲：安濟知佳）
生日：11月10日 身高：149cm 体重：40kg
三咲高中学生会会计，和青子是从一年级开始的朋友，2年级D班学生。
不为一般事物所动的冷静性格，可惜了可爱的外表。厌烦了同年代的男生，因此对他们的语气很差。很现实的女生。
在番外篇《誰も寝たりしてはいいけど笑ってはいけない久遠寺邸》中作为第一视角主角登场，番外篇发生的时间在本篇故事结束一年之后。
木乃美芳助（聲：梶川翔平）
生日：8月30日 身高：169cm 体重：59kg
草十郎的同班同学。活跃，有心计，有些好色，但说话总缺根弦。
和草十郎在一处打工，常给不谙世事的草十郎提供些有用没用的建议和指导。
在《Fate/Grand Order》的活動「隈乃溫泉殺人事件」中以成年人姿態出場，為「隈乃溫泉」的老闆。
山城和树
三咲高中的老师，学生会顾问，所教授的科目是现代国语。
美浓祯常
三咲高中应援团团长，三年级学生。
有里
草十郎同班的男生。

### 合田教会
文炳詠利
生日：5月25日 身高：191cm 体重：79kg
美咲镇古老的合田教会的教区牧师，隸屬聖堂教會，其神父裝是魔术禮裝，藏有多把黑鍵。
和苍崎家世交的文炳家的独子。作为神父的立场，据场合有时会给出尖刻的忠言，也曾殺掉自己的師父，嫁禍給橙子。被有珠厌恶着，也被橙子警戒。
會使用黑鍵和洗禮咏唱，也是蒼崎祖父的門生之一，是蒼崎姊妹的師兄。
周濑律架
生日：12月20日 身高：161cm 体重：50kg 魔术回路/质：C 魔术回路/量：C 魔术回路/编成：正常
在合田教会工作的双胞胎姐姐，有令人头痛的兴趣。真正身份是魔术協會派来的間諜和魔术师，曾是蒼崎祖父的門生之一，是蒼崎姊妹的師姊。
一直和妹妹不在一处，不过最近一年倒是在三咲镇安定下来。随便而宽容的性格，很容易被周围的人喜欢上。对有珠和草十郎来说是值得依赖的大姐姐，但被青子敌视着。
周濑唯架
生日：1月7日 身高：158cm 体重：49kg 魔术回路/质：D 魔术回路/量：D 魔术回路/编成：异常
在合田教会工作的双胞胎妹妹，先天性弱视，现在已经完全失明了。
镇上作为虔诚的修女闻名。虽然是美人，不过由于太过认真而没什么朋友。比姐姐早几年赴任合田教会，履行着修女的职责。其修女裝也是魔术禮裝。懂得治疗傷患，在青子受伤時也被送到教會給她治疗，以免魔术师的身份暴露(蒼崎家的魔术刻印能發揮快速治疗的效果)。

### 魔术师世界的人
苍崎橙子（聲：青木瑠璃子）
生日：8月8日 身高：165cm 体重：52kg 魔术回路/质：EX（无法测量）　魔术回路/量：B+　魔术回路/编成：正常
比苍崎青子大四岁的姐姐。和从高中才继承了魔术的妹妹不同，自幼就学习魔术。有优秀的魔术才能。
天才，喜欢四处漂泊，在青子继承魔术的时候离家出走去了海外，现在又回到三咲镇，企图奪取靈脈。
「空之境界」的主要角色之一，在多部同世界觀作品中都可以看到她的身影。
魯格·貝奧武夫（Lugh Beowulf，聲：種崎敦美）
生日：1月1日 身高：134cm（人型时） 体重：35kg（人型时）神代回归/质：A　神代回归/量：C　神代回归/編成：自十八世纪起的系统树
暱稱貝奧。与橙子订下成为橙子的使魔的人狼。
具有延续至现代的人狼的血统，是超越魔兽，接近幻兽的存在，本身也是仰止力(蓋亞/地球所生的生命)，对现代魔术师具有压倒性的战斗力优势，能以一擊破壞了久远寺有珠的“桥的巨人”。在人型状态下是金发碧眼的少年形象，不能识别为特定性别。
梅·莉黛爾·阿切洛特（May Riddell Archelot，聲：高森奈津美）
誕生日：5月1日 身長：162cm 体重：50kg
作为世界级偶像歌手リデルリドル活动的魔术师少女，父母已離異而母亲已经再婚，母亲是時鐘塔「植物科」君主、「煤之魔女」，是工業革命後興起的魔术家系。繼父則為跨国企业的老闆。
是久远寺有珠的儿时玩伴，由於有珠以前不会給使魔起名字，而是每天隨機改編號，導致曾经借錯使魔給她，故此给有珠的使魔起名字。繼父与槻司鸢丸的父亲有企业间合作上的往来，曾经以家庭寄宿的方式在槻司家住过一段时间。
在番外篇中登场。
苍崎的祖父
住在苍崎老家的某个洞穴的魔術工房中，創造了「第五魔法」，為初代之第五魔法使。一度被咏梨神父所殺，但本身是不死之身，故而復活。
苍崎的父母
橙子和青子的父亲，夫妇两人住在老家秋古城。
有珠的母亲
被称为“纯血的魔女”。英国人。与久远寺家的長子结婚后生下有珠，是路易斯·卡罗的粉丝，已故。被知更鳥羅賓稱為「My 女神」。

### 三咲市的人
土桔由里彦（聲：飛田展男）
在全国拥有诸多工厂的“土桔面包株式会社”的原经营者。與久遠寺家和槻司家為世交，因此認識有珠和鳶丸。
自称“艺术家”。56岁时，花费三年时间建造了游乐园“やしろぎブレッド＆キッツィーランド”，受到杂志的差评和6岁儿童遇难事故的影响，1986年宣布引退。同时游乐园由于经营的困难而关闭，該地方一度成為青子等人以魔术決戰的秘密場所。
恒河
草十郎父亲家的亲戚。
槻司喜实国
鸢丸的祖父。三咲市的名家槻司家的当家主，為入贅女婿。
槻司一义
三咲高中理事长，鸢丸的父亲。
金鹿的父亲
中华料理店“Mad Bear”的店主。草十郎和芳助在这家店打工。
长得像熊一样健壮的大块头男子，妻子已经过世。作为就职派，重男轻女，强烈反对金鹿的大学升学计划。海盗爱好者，金鹿的名字来源于弗朗西斯·德雷克的船“金鹿号”。
金鹿的兄长
四个兄长，都是中华料理店“Mad Bear”的店员。

## 用语

### 魔术 / 魔法
魔术是耗费魔力，经由既定的规则和仪式，人为的重现神秘和奇迹的行为的总称。之所以称为神秘，是因为魔术（和魔法）需要常识外的、被隐匿的知识和其成果。虽然表面看上去魔术是万能的，但是基本上仍需满足等价交换原则，其发动和安定化需要耗费自然界和使用者所储藏的魔力，而且在结果上来说也可以通过现代技术达到同样的效果。
魔法是与魔术不同的神秘，是与根源之涡直接相连的力量，是魔术师们追求的最终目标。魔法与魔术最显著的区别在于，无论使用多长的时间和多庞大的资源，现代技术都无法达到魔法所能达到的结果。
也就是說只要是憑借人力、物力、科技，並使用一定時間可以達成的事情使用魔力在短時間內達成的就算魔術。反之，就算費了再多的人力、物力、科技與時間都不可能完成的事情，但是能使用魔力達成了就是魔法。
比如現在有100個工人日夜輪班不停施工，三個月能建起一棟十五層左右的大樓；而有一個魔術師能在一星期內完成相同的工作量。但是人們卻不能使死人復活。

### 五大魔法
- “第一魔法”定義不明，使用者已不在人世、已失傳，跟乙太塊（使用魔術失敗時產生的副產品）有所關聯。

- “第二魔法”平行世界管理，使用者是基修亚·泽尔里奇·修拜因奥古。魔法能够观察和干涉无限的平行世界，并能利用其它世界的事象干涉当前世界。在「月姬」、「Fate/stay night」等作品中出现。

- “第三魔法”天之杯（靈魂物質化），曾由艾因兹贝伦家族达成，現況一半失傳。能把原本會脫離肉體禁錮的『靈魂』固定並保存下來（包含不完全的死者復活、英靈召喚等）。在「Fate/stay night」等作品中出现。

- “第四魔法”定義不明，使用者真相不明。

- “第五魔法”魔法·青（時間流動管理），使用者是苍崎青子。魔法能够操纵時間，不但能实现时间旅行，还能将时间片断连同其间产生的事象移到其它的时间。出现在本作。

『現代』魔法的定義之一：能夠前往根源的方法。在遙遠的過去，只要沒法以人力或魔術重現的便是魔法，但隨著歲月流逝與技術進步、殘存下來的魔法越來越少，到了現代、更是只剩下五個與根源有關的魔法被認可是魔法了。
其中第一法與第五法是『到達了根源而獲得』的特別力量，第二法、第三法、第四法則是人類『為了到達根源而研究出來』的特別力量，雖然都與根源有所聯繫，但出發點並不一樣。現代存活的魔法使一共四名存在。
第五法是蒼崎家某代家主在三咲市發現前往根源的通道、因此習得第五魔法，但習得之後、該通道也自動關閉。以下是本作對五大魔法日中雙文簡易敘述：
|  | はじめの一つは全てを変えた；つぎの二つは多くを認めた；受けて三つは未来を示した；繋ぐ四つは姿を隠した；そして終わりの五つ目は、とっくに意義を失っていた。 |

|  | 初始的一改變了全部；後繼的二認同了更多；承接的三展示了未來；維延的四隱藏了自身；終結的五失去了意義。 |

### 三咲镇（）
故事发生的小镇。在最近的几十年间高速现代化，不过略不及毗邻的社木镇。由于是沿山而建，所以镇中坡道颇多。山丘上的久远寺宅邸是镇中建的最高的住宅。
这一带的灵脈自数百年前就一直由苍崎家管理。
私立三咲中学
青子和草十郎等就读的学校。在当前使用的第二校舍的后山上有现已封闭的旧校舍。
礼园女校
有珠就读的私立名门女校。一般是住宿制。
久远寺宅邸
三咲镇白犬丘上的西式宅邸，有珠的双亲留下的遗物。有“住着两位魔女”和“幽灵屋”的传言。最初是青子和有珠住在宅邸里，之后草十郎也住了进来。

### 童话的怪物（Ploy Kickshaw）
童话的怪物（Ploy Kickshaw）是以童话为主题的有珠的使魔。由于遵循传承的童话从而有着复杂的使用条件，但当条件符合之后往往能借助环境发挥超常的力量。近代的技术和一般的魔术很难干涉到启动后的怪物，要与之对抗的话往往要利用原有的童话中的弱点。
夜之飨宴（Diddle Diddle）
玻璃制的猫形的铃铛，铃铛沉入地面后会在深夜时分加强有珠的魔术。
Lost Robin Rondo
蓝色的知更鸟。有智能，会说话，基本上是笨蛋。有珠母亲的遗物。可以变成主人的样子，被攻击时会作为一次替身，但能力不能连续使用。
说话的双子
本体是一对六面的骰子，分别叫做半斤和八两。随掷出的点数而显现不同的形态。不过有珠只能掷出形态为猪的六点，说是不作弊是掷不出六以外的点数的。作为猪的形态时通过订书机形状的嘴咬住对象来剥夺其行动能力。
午睡之镜（Second Ticket）
本體是有珠房间里的镜子。显现为雾，能力是结界的作成和物理法则的曲解，负责三咲镇的索敌和宅邸内的警备，不过有时会失控把人引诱到镜中世界。
无名之森
国际象棋的棋子，放在作为棋盘的午睡之镜上，成为用暗示的方式排除他人的结界。
Scratch Dumpty
本体是手工制的复活节彩蛋。启动后变成本体的十倍到三十倍大小的巨蛋。作用之一是接近对象，当对象的视线移开巨蛋的时候就会落下，以附带诅咒的碎片攻击对方；作用之二是如果限定时间没有落下，巨蛋中心的门就会打开，将对方封闭在巨蛋中。
Scripps Humpty
有珠左眼的魔眼。能力是重复咏唱，魔眼的离合体化，将不同的两种意义融合生成新的语言的法则变更。由于使用时需要大量的魔力，必须借由Diddle Diddle提供的魔力增幅才能启动。
Six Song Chocolate
擅长侦查的二十四只灰椋鸟，主要负责三咲镇的监视工作。本体是巧克力，魔术师直接食用的话有愈伤的作用。
桥的巨人（Thames Troll）
伦敦桥的拟人化，只能在河川和流水的地方使用。本体是淑女的人偶，以傀儡巨人的外形出现，有强大的力量。
月之油（Flat Snark）
本体是油。以雾的形式显现，支配领域内能够无限生成魔力，并可以自由操纵废弃和遗忘之物，达到童话世界的再生。在数种怪物中拥有最强的自我意识，也有着最低劣的性格。
《Fate/Grand Order》中作為有珠靈基第一、二階段A+級對人寶具出場。
蔷薇的猎犬（Wander Snatch）
白雾中浮现的爪和牙。有很强的攻击性。詳細不明。
直至《Fate/Grand Order》中正式揭露它是有珠最巨大、最高的一個的PLOY。是一個足以覆蓋山、一條街道的巨大濃霧結界。
《Fate/Grand Order》中作為有珠靈基最終階段A+級對人寶具出場。
许愿之蛋（Switch Hearts）
蛋形的怪物。能力是诅咒，概率变动，二心同体，魔力强化。它会和吃了自己的使用者交替立场，拟态使用者，然后在一天制限时间内在制限区域加入一条特定的规则，开始游戏。违反规则就会死亡，如果除使用者外全灭则是怪物胜利；反之若成功找出被拟态的使用者，或到时限仍有生还者，则所有生存者会提高魔力，同时失败者也会无事复原，只是失去游戏的记忆。
白雪公主
有珠最初做成的使魔，本体是胸针形状的糖果，启动后下几分钟的雪。
Only One/Number One Shining Star
《Fate/Grand Order》聯動活動《隈乃溫泉殺人事件》出現，以偶然看見的糖果機為原型製作的PLOY。由於啟動條件過於苛刻被有珠視為失敗作。

### 幻想种（）
传说和神话中出现的生物的总称，生态系统外的存在。
大体以魔兽→幻兽→神兽的顺序低位至高位分级。幻想种的顶点是龙种。
存在超过千年以上的幻兽和神兽本身就是和魔法同级别的存在，魔术程度的神秘对其已经不起作用。

## 开发与发行
奈须蘑菇在1995年底受到《新世纪福音战士》首集的启发而开始写小說。奈须最初在1996年冬天心血来潮写了400页。他尝试参加几个征文比赛，但最终都失败，留下作品仅在他的朋友间传阅。后来奈须打算把作品交给富士见书房，但却很难把长度控制在350页以下而留下未发行的小说。在和武内崇协作的TYPE-MOON形成并发布几个下属项目后，武内提出重制《魔法使之夜》，因此作品在下一个项目Girl's Work之前发布。
在2008年4月公布将发行游戏版《魔法使之夜》的消息。与以往TYPE-MOON的游戏不同，《魔法使之夜》并非成人游戏，而人物設定也由こやま ひろかず而不再是武内担当。游戏最初定于2009年发售，但经数次推迟，最终公布的信息为2010年9月。然而到了9月，TYPE-MOON宣布发行日期已经推到2011年冬，后来又推迟到年底。在2011年12月15日，游戏发布一个免费的试玩版，完整的游戏于2012年4月12日在电脑Windows平台发布。《魔法使之夜》的片尾曲由supercell创作，名为。游戏原声带将于2012年5月9日发布。2021年底，宣布将于2022年推出重制版游戏，次年5月预定在同年12月8日发售；2023年9月10日，Aniplex在Aniplex Online Fest 2023上宣布该作重制版将于2023年12月14日登陆Steam，支持简繁英日四种语言。

## 工作人员
- 策划：武内崇 / 奈须蘑菇
- 剧本：奈须蘑菇
- 角色原案：武内崇
- 角色设计、原画：小山广和
- 原始设计：PFALZ
- 色彩设计：小山广和
- Graphicker：こやまひろかず / 蒼月タカオ / 下越
- Graphic Manager：BLACK
- 3D造型、作画：砂取音幸
- 主背景美术：ゆうろ
- 系统画面：BLACK
- 主程序：清兵衛
- 子程序：AZ-UME
- 音乐：深泽秀行 / KATE / James Harris / hil
- 声音效果：芳賀敬太
- 制作助理：笹谷徳郎 / 户高宇环 / OKSG / 星空めてお
- 营销、广告：笹谷徳郎
- 制作人：武内崇
- 总作画監督：小山广和
- 演出、脚本：つくりものじ
- 总监督：奈须蘑菇
- 制作：TYPE-MOON

## 主题曲
- ED：
歌：supercell
作词、作曲、编曲：ryo

## 付属特典
初回限定版
初回版带有设定资料、以及包含有奈绪蘑菇所写小说的小册子。
官方购买
从TYPE-MOON官网上的手机网站购买的版本含有和。
店铺特典
从部分店铺购买，店铺根据自身情况提供绘有本作插画的图书卡或电话卡等物品。コミックとらのあな、Animate、SofMap提供的特典中含有绘制插图。

## 关联商品
魔法使之夜原声CD
2012年5月9日发售　SVWC-7853〜7855
由アニプレックス销售。收录本作的BGM和ED等曲目。含3张CD。封面由小山广和制作。
Premiere（プルミエール）
2012年4月12日销售
由虎の穴销售。收录77名作家应援本作的插图与漫画。形式类似于同人志，但并不从一般渠道销售。
Precrious Memories 魔法使之夜TCG
2012年7月26日发售

## 劇場版動畫
2021年12月27日宣布將改編為劇場版動畫，由ufotable製作。

### 製作人員
- 原作：奈須蘑菇、TYPE-MOON
- 動畫製作：ufotable